# Zœbersdorf
Zœbersdorf (in tedesco Zoebersdorf) è un comune francese di 189 abitanti situato nel dipartimento del Basso Reno, nella regione del Grand Est.

## Società

### Evoluzione demografica
Abitanti censiti